# Ewart van der Horst
Ewart van der Horst (Amsterdam, 24 mei 1971) is een Nederlandse televisieproducent, televisiemaker en componist.

## Carrière
Van der Horst begon zijn carrière op 18-jarige leeftijd bij Veronica als redacteur van het jongerenmagazine Club Veronica. Kort erna werd hij ook eindredacteur van het programma en regisseerde hij zijn eerste videoclip. Hij regisseerde een documentaire over het ontstaan van de musical "Zeldzaam" die in 1989 de musicalprijs kreeg.
Een jaar later maakte hij de overstap naar Rob de Boer Productions om de popprogramma’s Countdown en de Top 40 te regisseren. Ook was hij actief betrokken bij de lancering van RTL-Véronique, het latere RTL 4.
Na vijf jaar televisie begon hij de propedeuse Theaterwetenschappen aan de Universiteit van Amsterdam en vervolgde deze met de studie Film- & Televisiewetenschappen. In deze tijd legde hij zich meer toe op het produceren van muziek. Het nummer The Right Time van ItoI wordt zelfs de Amerikaanse titelsong van de film Four Weddings and a Funeral en bereikt de Billboard Hot 100. In 1995 vroeg Lex Harding hem als creatief directeur voor de nieuwe televisiezender The Music Factory (TMF).
In 1996 lanceerde hij samen met onder andere Bob Fosko en Ruben van der Meer de groep Hakkûhbar, met als resultaat drie top 10-singles (waaronder de nummer 1-hit Gabbertje), het album Vet Heftig, een gouden- en platina plaat, een speelfilm en een tournee. Daarnaast produceerde hij veel voor andere artiesten, waaronder Sylvia Millecam en de Deurzakkers, en maakte hij commercialmuziek. Ook schreef hij in opdracht van KesselsKramer voor Nike een tune voor het Nederlands elftal die in het stadion wordt gestart telkens wanneer Oranje heeft gescoord.
Vanaf 1998 legde hij zich voor Endemol Entertainment weer fulltime toe op het maken van televisieprogramma’s, eerst bij Joop van den Ende Producties in Aalsmeer, later bij John de Mol Producties in Hilversum. Van der Horst was onder andere hoofdredacteur van het programma RTL Boulevard en bij de zender MTV. Hij werkte vanaf 2005 als bedenker en eindredacteur van het programma De Wereld Draait Door voor de VARA. Presentator Matthijs van Nieuwkerk noemt hem steevast de 'architect' van het programma en het merk DWDD. Van der Horst bedenkt de bekende rubrieken zoals de TVDD die hij consequent 1 minuut voor 8 laat beginnen in concurrentie met het 8 uur Journaal en zorgt dat 'zapmoment' muziek toch een prominente rol in het programma krijgt door de 1 minuut regel. Eind 2005 lanceert hij de maandelijkse media-uitzending met daarin het Beste uit de TVDD. Dat resulteert in de eerste spin off van het programma op oudejaarsavond: het TVDD jaaroverzicht. Van der Horst krijgt aanvankelijk veel kritiek vanwege het "moordende tempo" van De Wereld Draait Door. "Dat hoort bij het ritme van de vooravond", zegt Van der Horst daarover in een interview met de Volkskrant. Na het eerste seizoen krijgt het programma de aanmoedigingsprijs van de Nipkowjury en in 2007 wint het de Televizierring.
Samen met hoofdredacteur van de VARAgids Chris Buur ontwikkelde hij de verkiezing van het TV Moment van het Jaar. In 2008 en 2009 was dat programma te zien op Nederland 1 en sinds 2010 te zien op SBS6. Per 1 september 2008 was Van der Horst als programmamaker en -bedenker verbonden aan televisieproducent Tuvalu Media. Hij maakte onder andere de eerste serie van Bij Ons in de BV samen met Jort Kelder en het Top 2000 Jaaroverzicht voor de NPS. Van der Horst bedacht het PowNews voor de nieuwe omroep PowNed en Vandaag de dag voor omroep WNL. Ook hij was nauw betrokken bij de opstart van Eva Jinek op zondag en was hij campagneleider voor de ledenwerving van de VARA. Ook Van der Horst als zelfstandig producent en uitgever en is hij eigenaar van PilotStudio. Dit productiebedrijf produceert onder meer Hoe heurt het eigenlijk? (AVRO), JeMistMeerDanJeZiet (VARA), WIA4 (VPRO), Afscheid van Studio Plantage (VARA), SPARTA: achter de poorten van het Kasteel (RTL 7), De Kunst van het Maken (VARA), Binnen bij het Boekenbal (NTR), De Meesterwerken (VARA), Holland-Belgie (VTM/RTL 4) en Jinek (KRO-NCRV). Voor VTM bedacht Van der Horst de Vlaamse tv hit Beste Kijkers, die door PilotStudio ook voor RTL 4 wordt geproduceerd (Beste Kijkers (Nederland)). PilotStudio/Van der Horst produceert vanaf januari 2020 de talkshows van Eva Jinek als van Beau van Erven Dorens en Humberto Tan op RTL 4, respectievelijk Jinek, Beau. en Humberto. In de zomer van 2022 komt daar ook de talkshow van Renze Klamer bij. Voorts is het bedrijf uitgever van Franska, FavorFlav, ModMod, Falder, Italiamo en Amayzine.com, dat als eerste digitale magazine genomineerd werd voor een Mercur. Daarnaast produceert PilotStudio evenementen zoals De Avond van de Filmmuziek, De Avond van de Balletmuziek, de FavorFlav Top 100 Food Influencers List en Het Grote Songfestival Feest.
Van der Horst is gastdocent op de TV Academy en is jurylid van de TV Beelden en de Sonja Barend Award.